# Лакавонна (Нью-Йорк)
Лакавонна (англ.  Lackawanna ) — город в округе Эри в штате Нью-Йорк США.

## Описание
Находится в западной части штата Нью-Йорк, на озере Эри, примыкает к Буффало (север). Первоначально часть индейской резервации, он был заселён в 1850-х годах как часть города Уэст-Сенеки и был известен как Лаймстон-Хилл. Это был в первую очередь район питомника и огородной фермы до 1899 года, когда он был выбран местом расположения компании Лакавонна-Стил (позже приобретён корпорацией Бетлехем-Стил). Сталелитейные мощности там, когда-то одни из крупнейших в Соединённых Штатах, были значительно сокращены в 1977 году и в основном закрыты в начале 1980-х годов; в конце 1990-х годов всё ещё работал прокатный стан. Экономика города основана на услугах. Инкорпорирован как город в 1909 году. Население в 2000 году — 19 064 жителей; в 2010 году — 18 141 жителей.

## Население
| 2010   | 2020    |
| ------ | ------- |
| 18 141 | ↗19 949 |